# モリ淳史
モリ 淳史（もり あつし、6月16日 - ）は、日本の漫画家。男性。兵庫県神戸市出身。

## 人物
野部利雄のアシスタントを経て、1998年パチスロパニック７で『一千万人のパチスロ』でデビュー。

## 漫画作品一覧
- パチスロダイオヘッド（1998年-2007年、パチスロパニック7、白夜書房、全9巻+廉価版1巻）
- ハッカーダイオヘッド（2003年-2007年、ハッカージャパン、白夜書房）※原案：橋本和明
- 保護観察官・佐野あゆみ（2009年-2010年、ハッカージャパン、白夜書房）※原作：山崎はるか
- 炎のバーテンダー（2005年-2008年、別冊週刊漫画TIMES、芳文社、全4巻）※監修：梶隆盛&FUJITA BAR[1]
- ヘルメットの中身（2011年-2013年、別冊パチスロパニック7、白夜書房→ガイドワークス）※攻略提供：ヘルメットたけし&ヘルメットとおる
- 山葵頭脳（2013年-2017年、別冊パチスロパニック7、ガイドワークス）※攻略提供：ワサビ
- トキメキDr.（2012年-連載中、Doctor’s Gate[2]）※脚本：青木健生(34話まで)、監修：大木隆生、毎月10日配信
- 医療名探偵・Y～攻める総合診療医（2017年12月-連載中、Doctor’s Gate[2]）監修：山中克郎、毎月10日配信